# Izbice (Serbia)
Izbice (cyr. Избице) – wieś w Serbii, w okręgu raskim, w mieście Novi Pazar. W 2011 roku liczyła 1596 mieszkańców.